# Petros Ravousis
Petros Ravousis (en grec Πέτρος Ραβούσης) est un footballeur grec né le 1er octobre 1954. Il évoluait au poste de défenseur.

## Biographie

### En club
Avec l'AEK Athènes, il remporte trois titres de champion de Grèce, et joue six matchs en Coupe d'Europe des clubs champions.

### En équipe nationale
International grec, il reçoit 22 sélections en équipe de Grèce entre 1976 et 1981
Il joue son premier match en équipe nationale le 10 novembre 1976 contre l'Autriche et son dernier le 29 novembre 1981 contre la Yougoslavie.
Il fait partie du groupe grec lors de l'Euro 1980. Il dispute également deux matchs comptant pour les éliminatoires du mondial 1982.

## Carrière

### Joueur
- 1971-1976 :  APO Levadiakos
- 1976-1990 :  AEK Athènes

### Entraîneur
- 1996-1997 :  AEK Athènes
- 1997 :  Paniliakos FC
- 2006 :  Anagennisi Giannitsa

## Palmarès

### Joueur
- Champion de Grèce en 1978, 1979 et 1989 avec l'AEK Athènes
- Vainqueur de la Coupe de Grèce en 1978 et 1983 avec l'AEK Athènes
- Vainqueur de la Coupe de la Ligue grecque en 1990 avec l'AEK Athènes
- Vainqueur de la Supercoupe de Grèce en 1989 avec l'AEK Athènes

### Entraîneur
- Vainqueur de la Coupe de Grèce en 1997 avec l'AEK Athènes
- Vainqueur de la Supercoupe de Grèce en 1996 avec l'AEK Athènes